# 막스 슬레포크트
막스 슬레포크트(독일어: Max Slevogt, 1868년 10월 8일 ~ 1932년 9월 20일)는 독일의 화가이다. 풍경화가로 잘 알려져 있으며, 막스 리버만, 로비스 코린트와 더불어 외광으로 작업하는 독일의 화가로 잘 알려져 있다.

## 주요 작품

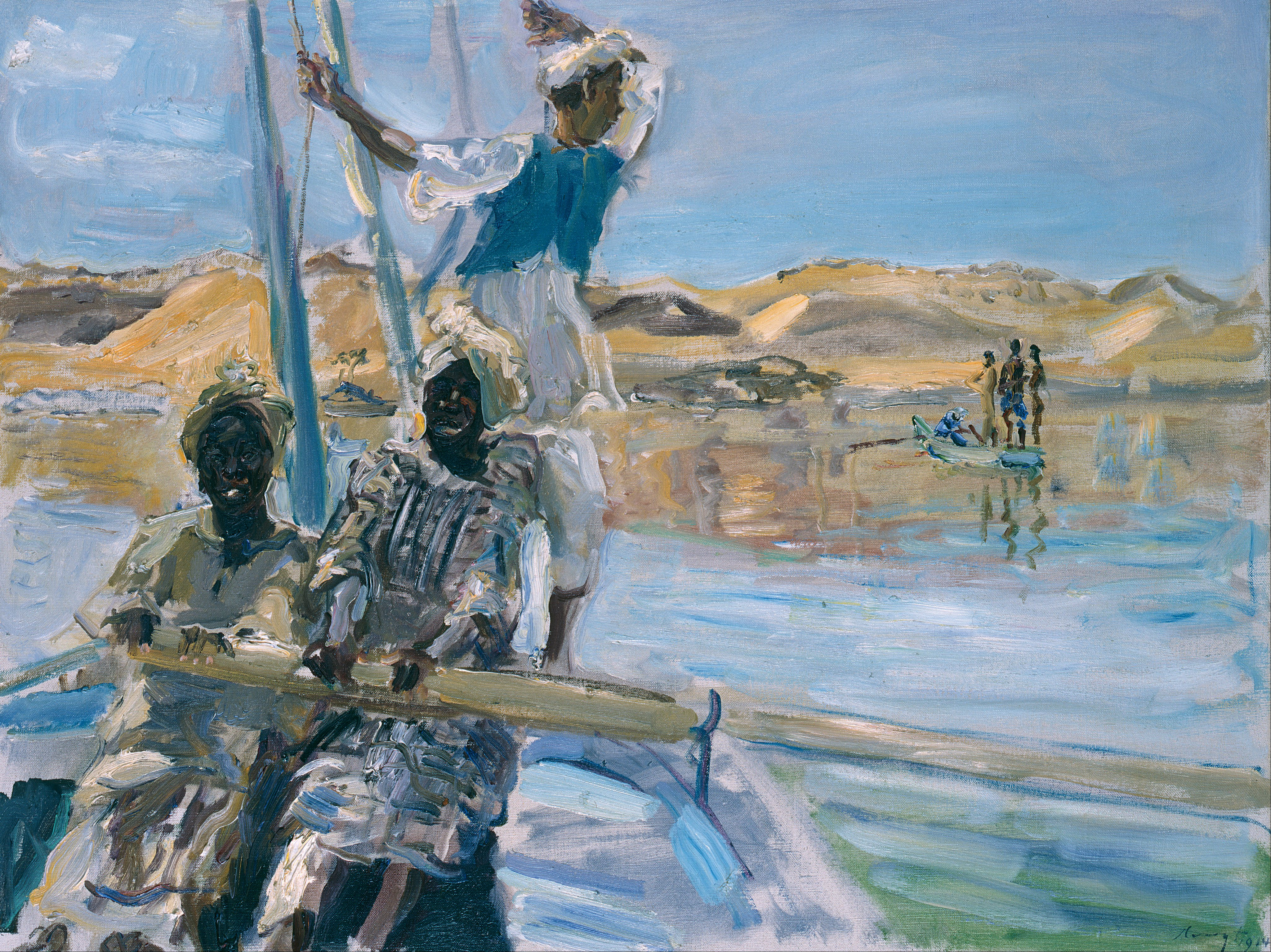
Pirates